# Otsjamtsjire (stad)
Otsjamtsjire (Georgisch: ოჩამჩირე; Abchazisch: Очамчыра, Otsjamtsjira; Russisch: Очамчира) is een stad in de Georgische autonome en feitelijk afgescheiden republiek Abchazië. De stad is het centrum van het gelijknamige district en ligt ongeveer 55 kilometer ten zuidoosten van de Abchazische hoofdstad Soechoemi en 50 kilometer van de centraal-Georgisch bestuurde stad Zoegdidi. Otsjamtsjire is gesitueerd aan de Zwarte Zee, langs de linkeroever van de rivier Galidzga.

## Toponiem
Het toponiem Otsjamtsjire, oorspronkelijk Otsjemtsjire (ოჩემჩირე), is volgens Georgische etymologen een samengesteld Mingreels woord dat "uitgestrekt land" betekent. Het werd begin 19e eeuw geïntroduceerd. Volgens Abchazische etymologen werd de locatie daarvoor aangeduid met Moerkala en enkele afgeleide woorden, en zou Otsjamtsjire begin 19e eeuw eerst op kaarten zijn verschenen als hydroniem. Zij betogen ook dat het toponiem is afgeleid van het Abchazische woord Atsyamptsir (Abchazisch: Aџyamԥҽyr), wat "plaats van aardewerkproductie" betekent. In het verleden werden in het gebied kleiproducten gemaakt.

## Geschiedenis
De plek en omgeving van Otsjamtsjire wordt al duizenden jaren bewoond door mensen, zo is gebleken uit archeologische opgravingen. Er zijn artefacten gevonden uit de vroege bronstijd, oudheid en middeleeuwen. In de omgeving van Otsjamtsjire zijn dolmen te vinden. Aangenomen wordt dat er in de oudheid een Griekse handelspost was, genaamd Gyenos (Grieks: Γυένος), die in bronnen uit 5e eeuw v.Chr. genoemd wordt.
Otsjamtsjire was in modernere eeuwen een kleine vissersnederzetting, maar in de tweede helft van de 19e eeuw werd het de belangrijkste nederzetting van Abzhywa, een van de zeven historische regio's van Abchazië. Een van de residenties van de prins van het vorstendom Abchazië was hier ook gevestigd. In 1847 opende een zeehaven in Otsjamtsjire en was het bestuurlijk centrum van het district Kodori van het okroeg Soechoemi. Op 15 juni 1877 gevechten plaats tijdens de oorlog tussen het Russische Rijk en de Turks-Abchazische strijdkrachten, die Rusland verloor.
Na de oprichting van de Democratische Republiek Georgië assisteerde Duitsland de republiek tot het einde van de Eerste Wereldoorlog met de bewaking van vitale infrastructuur. Een Duits garnizoen was van augustus tot oktober 1918 in Otsjamtsjire gestationeerd.

### Marinestad

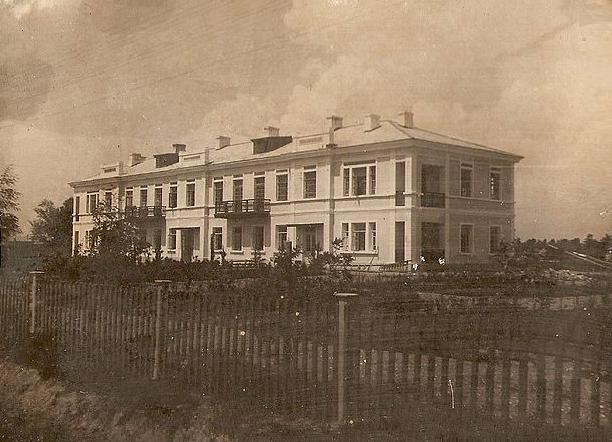
Bridagehoofdkwartier van de Sovjet-marine in Otsjamtsjire.

In 1926 werd Otsjamtsjire een stad verklaard, op basis van de economische activiteiten die er werden ontplooid. Zo was er oliewinning, stonden er conservenfabrieken, theefabrieken, een tabaksfermentatiebedrijf, en andere industriële complexen. Het werd tevens een standplaats van de Sovjet-marine. Na de bestuurlijke herindeling door de Sovjet-Unie werd Otsjamtsjire in 1931 het centrum van het rajon Otsjamtsjire. In 1938 werd de stad verbonden met het Georgische spoorwegnetwerk toen de Gali - Otsjamtsjire - Soechoemi spoorlijn openging. Er kwam ook een aftakking naar Tkvartsjeli voor de steenkoolmijnen daar.
In mei 1942 verzon de regionale Tsjeka van de Georgische sovjetrepubliek een aanklacht tegen een school in Otsjamtsjire. Leraren en schoolkinderen werden beschuldigd van deelname aan een ondergrondse nationaalsocialistische jongerenorganisatie die een gewapende anti-Sovjet opstand zou voorbereiden ter ondersteuning van de Duitse fascisten die in het voorjaar van 1942 oprukten naar de Kaukasus. Van 10 januari 1945 tot 7 september 1949 was in Otsjamtsjire een Sovjet-krijgsgevangenkamp (No. 146) dat afdelingen had in Mioessera en bij de Engoeri.
Otsjamtsjire was een haven voor de marine van de Sovjet-Unie en was sinds 1923 de standplaats sinds van het Batoemi Zwart Zee grensscheepsdetachement. In 1967 werd het de basis van een grenspatrouillebrigade, die in 1996 op verzoek van het onafhankelijk geworden Georgië werd verplaatst naar Kaspiisk, een Dagestaanse havenplaats aan de Kaspische Zee.

### Georgisch-Abchazisch conflict

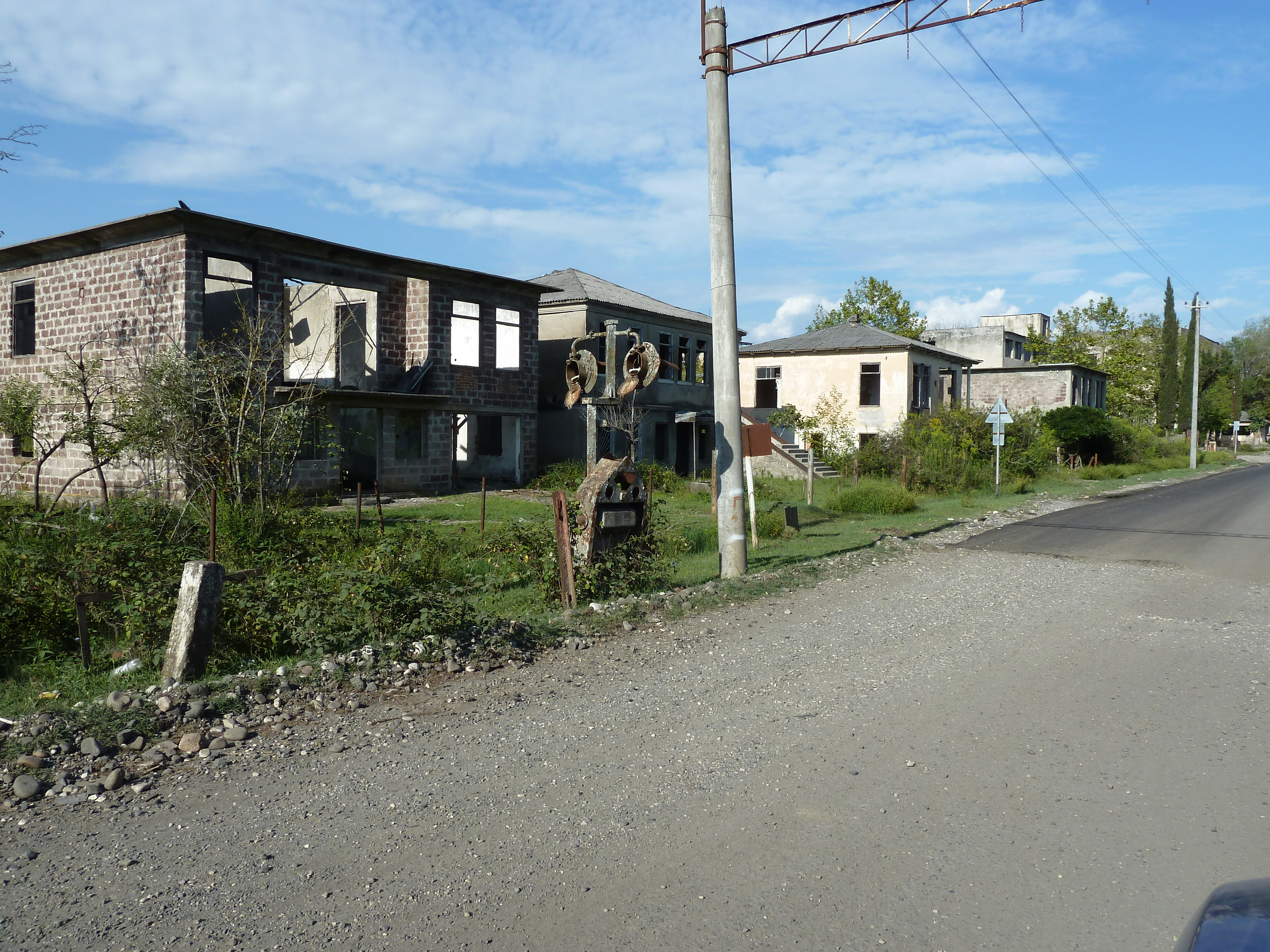
Lege huizen: als gevolg van het Georgisch-Abchazisch conflict vluchtten duizenden uit de stad weg.

In het voorjaar van 1989 begonnen de spanningen in Abchazië tussen de Georgiërs en Abchaziërs toe te nemen. Een plakaat in Otsjamtsjire ter herinnering aan de ruim 20 slachtoffers van de 'Tragedie van 9 april 1989' in Tbilisi werd op 27 april 1989 door Abchaziërs verwijderd. Na gewapende confrontaties in Soechoemi op 15 juli 1989, waarbij veertien mensen omkwamen, vetrokken 900 gewapende Abchaziërs op 16 met zes boten van Goedaoeta naar Otsjamtsjire waar confrontaties met Georgiërs plaatsvonden.
Toen de burgeroorlog in 1992 uitgebroken was, werd de omgeving van Otsjamtsjire geregeld strijdtoneel tussen de Abchazische separatisten en het Georgische leger, onder andere vanwege de belangrijke haven en spoorlijn. Op 16 september 1993 verbraken de Abchazische militanten na twee maanden het staakt-het-vuren bestand, en openenden synchroon de aanval op Soechoemi, Otsjamtsjire en de Georgische belegering van Tkvartsjeli. Na de val van Soechoemi eind september 1993 vluchtten tienduizenden Georgiërs via Otsjamtsjire naar Mingrelië. Tijdens de burgeroorlog werden in Otsjamtsjire 140 burgers om het leven gebracht, wat gepaard ging met zware mensenrechtenschendingen, zoals marteling, verminking en verbranding.

### Russisch-Georgische oorlog (2008)
In aanloop naar de Russisch-Georgische Oorlog van 2008 werd de 54 kilometer lange Soechoemi-Otsjamtsjire spoorlijn door het Russische leger gerenoveerd. Deze spoorlijn was sinds 1993 in onbruik geraakt. Het herstel van de lijn was een week voor het begin van de oorlog klaar, waarna meteen Russische troepen em materieel in Otsjamtsjire afgeleverd werden. Op 10 augustus 2008 landden in de haven van Otsjamtsjire 4000 Russische troepen voor het Abchazische front in de oorlog.
Na de oorlog breidde Rusland haar militaire infrastructuur uit in Abchazië en stationeerde het kustwachtboten in Otsjamtsjire. In januari 2009 kondigde het Kremlin aan een deel van de Zwarte Zeevloot in Otsjamtsjire te willen onderbrengen en daartoe de haven te vergoten en uit te diepen. Dit was deels naar aanleiding van de Oekraïense beslissing het Russische gebruik van de haven van Sebastopol (Krim) na 2017 niet meer te verlengen en deels naar aanleiding van uitbreidingsplannen van de Zwarte Zeevloot.

## Demografie
Op 1 januari 2023 telde Otsjamtsjire 5.221 inwoners, een stabiel aantal ten opzichte van de volkstelling van 2011. In de jaren 1990 verloor de stad ruim driekwart van de bevolking door het Georgisch-Abchazisch conflict en het uiteenvallen van de Sovjet-Unie. De stad werd volgens de volkstelling van 2011 in meerderheid door Abchaziërs bewoond (72,2%), gevolgd door Russen (10,0%), Georgiërs (8,9%) en Armeniërs (3,1%). In de Sovjet-periode kende de stad een Georgische meerderheid, en waren de Abchazische en Russische gemeenschappen ongeveer even groot. Door de burgeroorlog in 1992-1993 raakten met name de Georgiërs ontheemd die nadien niet meer zijn teruggekeerd.
| Aantal | 515  | 3.419 | 11.684 | 16.500 | 18.718 | 17.898 | 20.379 | 4.702 | 5.280 | 5.221 |  |  |  |  |
| |      |       |        |        |        |        |        |       |       |       |  |  |  |  |
| Abchaziërs | 0%   | 24,8% | 22,2%  | 16,6%  | 16,8%  | 18,7%  | 18,2%  | -     | 72,7% | -     |  |  |  |  |
| Armeniërs | 0%   | 1,6%  | 2,5%   | 4,5%   | 3,9%   | 3,6%   | 3,3%   | -     | 3,1%  | -     |  |  |  |  |
| Georgiërs | 100% | 57,7% | 43,4%  | 52,6%  | 55,4%  | 58,8%  | 58,2%  | -     | 8,9%  | -     |  |  |  |  |
| Russen | 0%   | 4,4%  | 22,7%  | 20,5%  | 17,6%  | 13,8%  | 14,7%  | -     | 10,0% | -     |  |  |  |  |
| Verantwoording data: 1926-2011. Volkstellingen 2003 en 2011, jaaropgave 1 januari 2023. Noot: De Abchazische cijfers vanaf 1994 worden niet erkend door Georgië. |      |       |        |        |        |        |        |       |       |       |  |  |  |  |

## Vervoer
Otsjamtsjire ligt langs de Georgische S1 / E97, de belangrijkste hoofdroute door Abchazië, die de stad in noordwestelijke richting verbindt met de Abchazische hoofdstad Soechoemi. In zuidoostelijke richting gaat de S1 naar Gali, Zoegdidi en Tbilisi.
Otsjamtsjire is sinds 2008 het eindpunt van de Abchazische spoorlijn vanuit Sotsji. Sindsdien is heropening van de rest van de spoorlijn naar centraal-Georgië een terugkerend onderwerp van gesprek. De aftakking naar Tkvartsjeli is sinds de jaren 1990 buiten gebruik.

## Geboren
- Giga Norakidze (1930-1995), voetballer en trainer. Eerste coach Georgisch nationaal voetbalelftal.
- Vitali Daraselia (1957-1982), voetballer.